# مذبحة أبو شوشة
مذبحة أبو شوشة 
هي مجزرة وقعت في فجر يوم 14 مايو 1948، حيث شنت وحدات من الجيش الإسرائيلي هجوما نهائياً على قرية أبو شوشة (الرملة) إلى الشرق من مدينة الرملة بهدف احتلالها وطرد أهلها. راح ضحية هذه المجزرة حوالي 60 شهيداً من النساء والرجال والشيوخ والأطفال.

## الأحداث
في 13 مايو 1948، فرضت معادلة الموت أو الرحيل علي أهل قرية أبو شوشة، حيث قرر أهل القرية البقاء والدفاع عن ديارهم، يذكر أنه كان في القرية 70 بندقية منها 20 قديمة لا تصلح، بالإضافة إلى رشاش برن قديم وبضعة ألغام. وتوزع المقاتلون حول القرية.
ابتدأ الهجوم الإسرائيلي، بقصف عنيف بمدافع الهاون طال منازل القرية وأزقتها ودروبها تمهيدا لتقدم القوات الإسرائيلية، وشرعت هذه القوات بالتقدم بعد توقف القصف، واستشهد عدد من المدافعين في خنادقهم أو خلف استحكاماتهم نتيجة المقاومة، غير أن الاختلال الحاد لموازين القوى والتجهيزات أدى لانهيار خطوط الدفاع. وبدأت عملية «تطهير القرية» وقتل عدد من الطاعنين بالسن في ازقة القرية حيث لم يشفع لهم شيبهم أو شيخوختهم. وقتل الرجال بالبلطات وبعضهم بالرصاص.
لم تكن هذه نهاية المأساة، حيث لم يكن يعرف الجنود بعد احتلال القرية أن هناك مئات المدنيين المحاصرين برفقة مواشيهم داخل المغر الابعد يومين، حينما انسلت إحدى النساء من مغارة باتجاه بيتها، تطلب الطعام لاقربائها، ألقي القبض عليها، واستدلوا بها على المغر، وخروج النساء والأطفال، في هذه اللحظة تجلت عظمة النساء، بمواراة أحبائهم التراب. حيث بكت النساء طيلة الوقت، وكانت دموعهن اخر ما اصطحبه الاعزاء الي باطن الأرض.
دفن القتلى بدون صلاة في المكان الذي سقطوا فيه، وفي كثير من الأحيان حثي التراب على الجثث لعدم القدرة على حفر قبور لهذه الاعداد الكبيرة، وفي أحيان استخدمت الخنادق والمغر كمقابر جماعية.خلال عملية الدفن وقعت حوادث قتل فردية بدم بارد، وبلا رحمة انتزع أحد الجنود طفلا في الثالثة عشر من عمره من يد أمه وبدلا من أن يرحم توسلاتها، شطر رأسه أمامها ببلطة، كما قتلو عجوزا تمسكت ورفضت التخلي عن بقرتين كانتا بالنسبة لها مصدر رزقها وضمان بقائها.
وفي تمام الساعة الواحدة ظهراً من 14 مايو 1948. أي بعد عدة ساعات من اكتمال مجزرة أبو شوشة في ضحى ذلك اليوم، كان "مجلس الشعب اليهودي يصادق في تل أبيب على وثيقة إعلان دولة إسرائيل، كانت الوثيقة تعد سكان الدولة العرب، والتي كان أهل أبوشوشة ضمن حدودها. بالمواطنة التامة القائمة على المساواة والتمثيل المناسب في جميع مؤسسات الدولة. تشترك أبوشوشة مع غيرها من حوالي 450 قرية فلسطينية عربية مدمرة عام 1948.